# Супермен/Бэтмен: Апокалипсис
Супермен/Бэтмен: Апокалипсис (англ. Superman/Batman: Apocalypse) — второй мультипликационный фильм из серии «Супермен/Бэтмен», выпущенный сразу на видео и основанный на комиксах о супергероях Бэтмене и Супермене. Является девятым в линейке Оригинальных анимационных фильмов вселенной DC (предыдущий — «Бэтмен: Под красным колпаком», следующий — «Сверхновый Супермен»). Премьера фильма состоялась 28 сентября 2010 года.

## Сюжет
После событий, которые привели к аресту и импичменту президента Лекса Лютора и успеху Бэтмена в спасении мира, в гавань Готэм-Сити приземляется космический корабль. Пока Бэтмен исследует затонувшее судно, из воды появляется красивая молодая девушка и случайно ломает его лодку. Она не знает земных языков и обычаев и непреднамеренно наносит разрушения в городе, пока не появляется Супермен, чтобы предотвратить катастрофу. Бэтмен подвергает испуганную девушку под воздействие криптонита и заставляет её потерять сознание.
С помощью Супермена они обнаруживают, что девушку зовут Кара Зор-Эл, и она — племянница Джор-Эла и биологическая кузина Супермена. Супермен принимает Кару, учит её английскому языку и помогает ей приспособиться к обществу Земли. Бэтмен, Чудо-женщина и предвестница Лайла устраивают засаду на Кару и Кларка Кента, чтобы доказать Супермену, что его сестру необходимо научить контролировать и правильно использовать её силу. Супермен неохотно соглашается отправить Кару на Райский остров амазонок.
Тем временем на планете Апоколипс Дарксайд узнаёт о присутствии Кары на Земле и поручает Бабуле, чтобы ту сделали капитаном фурий, так как их прежний командир Большая Барда оставила свой пост.
Два месяца спустя, Бэтмен и Супермен прибывают на Райский остров, чтобы посмотреть, чему научилась Кара. После боя с Артемидой Бана-Майдэлл Кара и Лайла отправляются поплавать. В это время из Апоколипса прибывает орда клонов Думсдэя. Супермен, Чудо-женщина и армия амазонок сражаются с ними до тех пор, пока Супермен не испаряет всех врагов своим зрением. Бэтмен, однако, догадывается о причинах атаки клонов и обнаруживает, что Кара пропала, а Лайла мертва. Последнее проявление её предвидения указывает на Дарксайда.
Бэтмен, Супермен и Чудо-женщина просят Большую Барду помочь им найти путь на Апоколипс, чтобы спасти Кару. Там Супермен направляется во дворец Дарксайда, а Чудо-женщина и Барда проходят через канализацию прямо на боевую арену, где вступают в бой с Бабулей и фуриями и побеждают их. Бэтмен в свою очередь находит адские споры — оружие Дарксайда, способное уничтожать целые планеты..
Супермен сталкивается с Дарксайдом, требуя, чтобы Кара вернулась с ним. Дарксайд говорит, что Кара может уйти, если захочет, а затем натравляет Кару на Супермена. Кара избивает Супермена, который не хочет причинять ей вред. В это время во дворец врывается Бэтмен и ставит ультиматум Дарксайду — отпустить девушку и забыть про неё, или Апоколипс будет уничтожен перепрограммированными адскими спорами. Дарксайд предпочитает сохранить планету и отпускает разум Кары.
Вернувшись на Землю, Кара приходит в себя и намерена начать нормальную жизнь. Кларк Кент везёт кузину в Смолвиль, чтобы познакомить её со своими приемными родителями, но там их ожидает Дарксайд. Он пришёл не за девушкой, а за Суперменом. После тяжелейшего боя Кара отправляет Дарксайда в открытый космос.
На Райском острове Супермен благодарит всех, кто помог ему вызволить Кару, и девушка предстаёт перед всеми, как Супергёрл.

## Роли озвучивали
- Кевин Конрой — Брюс Уэйн/Бэтмен
- Тим Дейли — Кал-Эл/Кларк Кент/Супермен
- Саммер Глау — Кара Зор-Эл/Супергёрл
- Андре Брауэр — Дарксайд
- Сьюзан Эйзенберг — Чудо-женщина
- Джулианна Гроссман — Большая Барда
- Эдвард Аснер — Бабуля
- Рэйчел Куинтенс — Лайла, Артемида